# Rhysoconcha variumbilicata
Rhysoconcha variumbilicata é uma espécie de gastrópode  da família Charopidae.
É endémica da Polinésia Francesa.